# Nguyễn Thanh Hiền (chính khách)
Nguyễn Thanh Hiền (sinh ngày 2 tháng 9 năm 1961) là một chính trị gia người Việt Nam. Ông hiện là đại biểu quốc hội Việt Nam khóa XIV nhiệm kì 2016-2021, thuộc đoàn đại biểu quốc hội tỉnh Nghệ An, Tỉnh ủy viên, Phó Trưởng Đoàn chuyên trách Đoàn đại biểu Quốc hội tỉnh Nghệ An, Ủy viên Ủy ban Về các vấn đề xã hội của Quốc hội. Ông đã trúng cử đại biểu quốc hội năm 2016 ở đơn vị bầu cử số 5, tỉnh Nghệ An (gồm thị xã Cửa Lò và các huyện: Diễn Châu, Nghi Lộc) với tỉ lệ 74,80% số phiếu hợp lệ.

## Xuất thân
Nguyễn Thanh Hiền sinh ngày 2 tháng 9 năm 1961 quê quán ở xã Thanh Dương, huyện Thanh Chương, tỉnh Nghệ An.

## Giáo dục
- Giáo dục phổ thông: 10/10
- Đại học chuyên ngành sư phạm Toán
- Thạc sĩ Quản lý giáo dục
- Cử nhân lí luận chính trị

## Sự nghiệp
Ông gia nhập Đảng Cộng sản Việt Nam vào ngày 09/10/1987.
Ông từng là đại biểu hội đồng nhân dân huyện Anh Sơn nhiệm kỳ 2011-2016.
Khi ứng cử đại biểu Quốc hội Việt Nam khóa 14 vào tháng 5 năm 2016 ông đang là Tỉnh ủy viên, Bí thư Đảng ủy, Hiệu trưởng Trường Chính trị tỉnh Nghệ An, làm việc ở Trường
Chính trị tỉnh Nghệ An.
Ông đã trúng cử đại biểu quốc hội năm 2016 ở đơn vị bầu cử số 5, tỉnh Nghệ An (gồm thị xã Cửa Lò và các huyện: Diễn Châu, Nghi Lộc) được 269.836 phiếu, đạt tỷ lệ 74,80% số phiếu hợp lệ.
Ông hiện là Tỉnh ủy viên, Phó Trưởng Đoàn chuyên trách Đoàn đại biểu Quốc hội tỉnh Nghệ An, Ủy viên Uỷ ban Về các vấn đề xã hội của Quốc hội.
Ông đang làm việc ở Văn phòng Đoàn đại biểu Quốc hội tỉnh Nghệ An.